# DeKalb County (Missouri)
Das DeKalb County ist ein County im US-amerikanischen Bundesstaat Missouri. Im Jahr 2020 hatte das County 11.029 Einwohner und eine Bevölkerungsdichte von 10 Einwohnern pro Quadratkilometer. Der Verwaltungssitz (County Seat) ist Maysville.
Das County gehört zur St. Joseph Metropolitan Statistical Area.

## Geografie
Das County liegt im Nordwesten von Missouri und ist im Westen etwa 40 km von Nebraska und Kansas entfernt. Es hat eine Fläche von 1103 Quadratkilometern, wovon vier Quadratkilometer Wasserfläche sind. An das DeKalb County grenzen folgende Nachbarcountys:
|                 | Gentry County  |                 |
| Andrew County   |                | Daviess County  |
| Buchanan County | Clinton County | Caldwell County |

## Geschichte

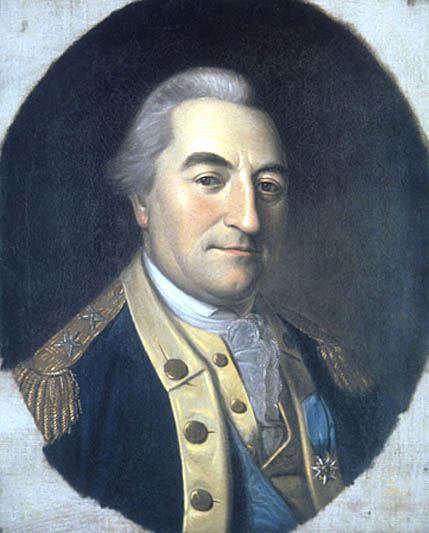
DeKalb

Das DeKalb County wurde am 25. Februar aus Teilen des Clinton County gebildet. Benannt wurde es nach Johann de Kalb (1721–1780), einem deutschstämmigen General der Kontinentalarmee im Amerikanischen Unabhängigkeitskrieg.

## Demografische Daten
Nach der Volkszählung im Jahr 2010 lebten im DeKalb County 12.892 Menschen in 3961 Haushalten. Die Bevölkerungsdichte betrug 11,7 Einwohner pro Quadratkilometer. In den 3961 Haushalten lebten statistisch je 2,47 Personen.
Ethnisch betrachtet setzte sich die Bevölkerung zusammen aus 86,6 Prozent Weißen, 11,7 Prozent Afroamerikanern, 0,5 Prozent amerikanischen Ureinwohnern, 0,3 Prozent Asiaten sowie aus anderen ethnischen Gruppen; 0,8 Prozent stammten von zwei oder mehr Ethnien ab. Unabhängig von der ethnischen Zugehörigkeit waren 1,9 Prozent der Bevölkerung spanischer oder lateinamerikanischer Abstammung.
17,5 Prozent der Bevölkerung waren unter 18 Jahre alt, 59,0 Prozent waren zwischen 18 und 64 und 13,5 Prozent waren 65 Jahre oder älter. 37,0 Prozent der Bevölkerung war weiblich.

Das jährliche Durchschnittseinkommen eines Haushalts lag bei 43.267 USD. Das Pro-Kopf-Einkommen betrug 16.916 USD. 9,5 Prozent der Einwohner lebten unterhalb der Armutsgrenze.

## Ortschaften im DeKalb County
| Citys - Cameron1 - Clarksdale - Maysville | 0 - Osborn1 - Stewartsville - Union Star | Villages - Amity - Weatherby |

Unincorporated Communities
| - Fairport - Fordham - Oak | - Orchid - Santa Rosa - Winslow |

1 – teilweise im Clinton County

## Gliederung
Das DeKalb County ist in neun Townships eingeteilt:
| Township             | Einwohner (2010) | FIPS     |
| -------------------- | ---------------- | -------- |
| Adams Township       | 709              | 29-00208 |
| Camden Township      | 1751             | 29-10720 |
| Colfax Township      | 720              | 29-15490 |
| Dallas Township      | 336              | 29-18046 |
| Grand River Township | 5893             | 29-28288 |
| Grant Township       | 321              | 29-28468 |
| Polk Township        | 768              | 29-58772 |
| Sherman Township     | 550              | 29-67430 |
| Washington Township  | 1844             | 29-77380 |